# 38–44 High Street (Linlithgow)
Unter der Adresse High Street 38–44 in der schottischen Stadt Linlithgow in der Council Area West Lothian befinden sich vier Wohngebäude. 1971 wurden sie als Ensemble in die schottischen Denkmallisten in der höchsten Denkmalkategorie A aufgenommen.
Zusammen mit den nebenliegenden und unabhängig als Denkmalensemble klassifizierten Häuser 46–48 High Street wird die Gebäudezeile als Hamilton’s Land bezeichnet. Dies ist auf den Familienzweig der Hamiltons of Pardovan and Humbie zurückzuführen, dessen Mitglieder die Häuser im frühen 17. Jahrhundert erbauen ließen. Im Jahre 1958 wurden die Gebäude restauriert.

## Beschreibung
Die Gebäude stehen an der High Street, einer der Hauptverkehrsstraßen im Osten von Linlithgow, unweit von Linlithgow Palace. Die dreistöckigen Häuser sind drei Achsen weit. Das Mauerwerk besteht aus Bruchstein vom cremefarbenen Sandstein, der grob zu einem Schichtenmauerwerk verbaut wurde. Ebenerdig sind Ladenräume eingerichtet, während die Obergeschosse als Wohnräume zur Verfügung stehen. Die südexponierten Frontseiten sind traditionell gestaltet. Die Kamine ragen giebelständig von den schiefergedeckten Satteldächern auf. Die Faschen zur Einfassung der Gebäudeöffnungen sind aus Quadersteinen gearbeitet und treten leicht hervor. Dies deutet darauf hin, dass die Fassaden früher mit Harl verputzt waren. Ein Segmentbogenportal führt in das Gebäudeinnere.